# 국가 애도의 날
국가 애도의 날은 국가적으로 애도할 상황이 되었을 때, 특별히 지정하는 날이다.
국가의 대다수 국민이 애도와 기념 활동을 하는 날이다. 국가 정부에 의해 지정된다. 이 날에는 해당 국가 또는 다른 곳에서 유명한 개인 또는 개인의 사망 또는 장례식을 기념하는 날, 그러한 사망 또는 사망의 기념일, 해당 국가 또는 다른 국가에서 발생하는 중대한 자연 재해 또는 인재의 기념일이 포함된다. 전시 기념 또는 테러 공격의 희생자를 기리기 위해. 해당 국가의 국기 또는 군기를 반기 위치에 게양하는 것은 일반적인 상징이다.

## 국가별

### 대한민국
- 육영수 저격 사건 (1974년)
- 대통령 시해 사건 (1979년)
- 아웅산 묘역 테러 사건 (1983년)
- 삼풍백화점 붕괴 사고 (1995년)
- 대구 지하철 화재 사고 (2003년)
- 노무현 전 대통령 사망 사건 (2009년)
- 김대중 전 대통령 서거 (2009년)
- 천안함 피격 사건 (2010년)
- 세월호 침몰 사고 (2014년)
- 김영삼 전 대통령 서거 (2015년)
- 이태원 압사 사고 (2022년)
- 제주항공 2216편 활주로 이탈 사고 (2024년)

### 조선민주주의인민공화국
- 김일성 주석 사망 (1994년)
- 김정일 주석 사망 (2011년)

### 일본
- 히로히토 일왕 서거 (1989년)
- 효고현 남부 지진 (1995년)
- 도호쿠 지방 태평양 해역 지진 (2011년)

### 중화인민공화국
- 마오쩌둥 서거 (1976년)

### 미국
- 존 F. 케네디 대통령 암살 (1963년)
- 오클라호마시티 폭탄 테러 (1995년)
- 9.11 테러 (2001년)

### 영국
- 엘리자베스 2세 여왕 서거 (2022년)

### 프랑스
- 2015년 11월 파리 테러 (2015년)

### 바티칸
- 요한 바오로 2세 서거 (2005년)
- 프란체스코 서거 (2025년)

### 도미니카 공화국
- 제트셋 나이트클럽 지붕 붕괴 사고 (2025년)